# Hemitriecphora brazzai
Hemitriecphora brazzai är en insektsart som beskrevs av Victor Lallemand 1949. Hemitriecphora brazzai ingår i släktet Hemitriecphora och familjen spottstritar. Inga underarter finns listade i Catalogue of Life.